# Anandamayi Ma
Avatara
Anandamayi Ma, in lingua bengalese শ্রী আনন্দময়ী মা, traslitterato come Mâ Ananda Moyî (Kheora, 30 aprile 1896 – Kishanpur, 27 agosto 1982), tra le più note figure spirituali dell'India contemporanea è da molti considerata avatara della Dea Kālī, in particolar modo nel Bengala, dove ha avuto un gran numero di devoti e discepoli e dove era nota con numerosi appellativi, tra cui Manush Kali (Kali vivente) e Devi Narmada (Dea del Narmada).

## Biografia
Anandamayi Ma nacque nel villaggio di Kheora in Tipperah (Bangladesh) il 30 aprile 1896 con il nome di Nirmala Sundari Devi. I suoi genitori appartenevano alla corrente Vaishnava (veneratori di Visnù) della religione induista, pur vivendo in una località in cui la maggioranza delle famiglie era di fede islamica.

### Giovinezza
All'età di tredici anni fu data in sposa al bramino Sri Ramani Mohan Chakravarty, che sarà in seguito noto come Bolanath, (uno dei nomi del Dio Shiva) appellativo donatogli dalla stessa Nirmala. La convivenza effettiva iniziò soltanto nel 1914, tuttavia il matrimonio tra i due non fu mai consumato fisicamente; Bolanath non soltanto accettò la scelta di castità della giovane moglie, ma fu anche il primo a diventare suo discepolo. Nirmala Sundari infatti non ebbe alcun maestro ed iniziò a manifestare già da giovanissima la sua particolare natura e le sue attitudini: era solita recitare numerosi mantra in sanscrito e praticare complicate āsana yogiche per ore intere; in molti hanno affermato che la ragazza cadeva spesso in stati di trance e che in sua presenza si sarebbero verificati diversi fenomeni scientificamente inspiegabili, cosa che contribuì notevolmente a diffondere molto presto la sua fama. A questo proposito testimone oculare della sua capacità di cadere in stato elevato di Samadhi fu Paramahansa Yogananda nel suo libro autobiografico Autobiography of a Yogi.
Nel 1918 si trasferì con il consorte a Bajitpur.

### Iniziazione spirituale e apparizioni pubbliche
Il 1922 è noto ai devoti di Anandamayi Ma come l'anno della sua auto-iniziazione avvenuta durante la notte del 3 agosto quando cominciò anche il suo lungo voto di silenzio (che durerà per più di tre anni); quattro mesi più tardi Nirmala iniziò anche il marito, mediante un rito tradizionale. Nel 1924, sempre con il marito, si trasferì a Dhaka e la sua prima apparizione pubblica fu nel 1925 in occasione della Kali Puja, una festa religiosa in onore alla Dea nera del Bengala, che Nirmala fu invitata a condurre. Nel corso della celebrazione, secondo la testimonianza dei presenti, i tratti della giovane religiosa si sarebbero trasformati fino ad assumere per un lasso di tempo le sembianze del volto di Kali. Un simile evento si racconta sia accaduto anche durante una festa di Krishna l'anno successivo. Una volta cessato il voto di silenzio, Nirmala iniziò i suoi lunghi digiuni, intanto cresceva sempre di più il numero dei fedeli e dei pellegrini che si recavano a farle visita e a renderle omaggio (tra i quali anche la sorella Didi ed il fratello Bhaiji) ed intorno a lei si formò una folta comunità spirituale, all'interno della quale, secondo diverse testimonianze, si verificarono numerosi casi di guarigione di malati.
Come parte della sua pratica spirituale, si riferiva spesso a se stessa in terza persona, come "questo corpo" o "questa bambina".

#### Viaggi
Nel 1926, a Nirmala Sundari Devi fu donato dal fratello e discepolo Bhaiji l'appellativo di Anandamayi Ma, che significa Madre permeata di Gioia, ella sarà dunque nota anche come Mataji e Sri Ma. Il 1927 fu invece l'anno in cui iniziarono i numerosi viaggi per le varie località del nord assieme al consorte ed ai fratelli, visitando tra gli altri luoghi anche Vrindavana, Rishikesh, Hardwar, l'Himalaya e la città santa di Benares mentre nel 1930 iniziarono i viaggi nell'India del sud. Intanto i devoti si diffondevano sempre di più per tutte le regioni della nazione. Nel 1936 ci fu l'incontro con Paramhansa Yogananda, che la ricorderà anche nel suo testo Autobiografia di uno Yogi.
Il 1937 ed il 1938 furono rispettivamente gli anni della morte del fratello Bhaiji e del marito Bolanath, tuttavia i viaggi proseguirono per tutta l'India assieme ad altri discepoli.

#### Incontri
Nel 1942 Anandamayi Ma incontrò il Mahatma Gandhi, il cui stretto collaboratore, Sri Jamnalal Bajaj, divenne un fedele devoto. Nel 1944 vi fu un incontro con Sri Prabhu Dattaji Maharaj, un importante guru che la presentò ai capi di diverse congregazioni monastiche che affermarono esplicitamente di riconoscere nelle parole della donna bengalese la quintessenza delle sacre scritture. Nel 1960 Anandamayi Ma incontrò, in due diverse occasioni, il filosofo e Maestro spirituale franco-bulgaro Omraam Mikhaël Aïvanhov, che di lei disse: «Una donna che ha realizzato qualcosa di grande. Senza dubbio lo Spirito è su di lei».

#### Insegnamento della meditazione ai devoti
Nel 1950 erano ormai tantissimi i devoti di Anandamayi Ma in varie parti del mondo, ed intorno a lei si formarono oltre 20 Ashram che furono luoghi di pellegrinaggio anche da parte di numerose guide spirituali. Nel 1952 ella diede vita all'annuale Samyan Vrata, ossia una particolare settimana dedicata al ritiro spirituale sotto la sua guida diretta.
Continuò ad insegnare costantemente ai suoi discepoli e a chiunque si recasse a visitarla, l'importanza della meditazione ed il valore dell'Amore divino fino al 27 agosto 1982, data della sua morte.